# Bade İşçil
Bade İşçil (* 8. August 1983 in Istanbul) ist eine türkische Schauspielerin. Bekannt wurde sie in Kuzey Güney, Aşk 101, Ezel und Ufak Tefek Cinayetler.

## Leben und Karriere
İşçil wurde am 8. August 1983 in Istanbul geboren. Sie studierte an der Yeditepe Üniversitesi. Ihr Debüt gab sie 2007 in der Fernsehserie Metropol Cafe. Von 2009 bis 2011 spielte sie in Ezel mit. Anschließend wurde İşçil für die Serie Kuzey Güney gecastet. Am 31. Mai 2013 heiratete sie den Geschäftsmann Malkoç Sualp. Anschließend bekam das Paar ein Kind. 2016 ließ sich das Paar scheiden. Ihre erste Hauptrolle bekam sie 2017 in dem Film Eski Sevgili.

## Filmografie
Filme
- 2017: Eski Sevgili

Serien
- 2006: Gülpare
- 2007: Metropol Cafe
- 2009–2011: Ezel
- 2011–2013: Kuzey Güney
- 2017–2018: Ufak Tefek Cinayetler
- 2020–2021: Love 101 (Aşk 101)
- 2022: Aslında Özgürsün

## Auszeichnungen
- 2012: Ayaklı Gazete TV Yıldızları in der Kategorie „Beste Nebendarstellerin in einer Serie“
- 2012: Galatasaray Üniversitesi in der Kategorie „Beste Schauspielerin“